# Karítsa (ort i Grekland, Epirus)
Karítsa (Karitsa) är en ort i Grekland.   Den ligger i prefekturen Nomós Ioannínon och regionen Epirus, i den nordvästra delen av landet, 300 km nordväst om huvudstaden Aten. Karítsa ligger 571 meter över havet och antalet invånare är 207.
Terrängen runt Karítsa är huvudsakligen kuperad, men västerut är den bergig. Runt Karítsa är det tätbefolkat, med 319 invånare per kvadratkilometer. Närmaste större samhälle är Ioánnina, 18,0 km öster om Karítsa. Omgivningarna runt Karítsa är en mosaik av jordbruksmark och naturlig växtlighet.